# L'eredità di Dio
L'eredità di Dio (Bloodline) è un romanzo thriller scritto da James Rollins nel 2012. Seguito de Il teschio sacro, è il nono romanzo della serie sulla Sigma Force.

## Trama
È il 1134 ed in Terra santa il segreto della vita eterna si trova nelle mani di una donna che sotto mentite spoglie è entrata nell'ordine dei Templari.
Ai giorni d'oggi al largo delle Seychelles dei pirati somali si impadroniscono dello yacht dove la figlia del presidente USA viaggia in incognito; la donna è in fuga da qualcuno che vorrebbe sottrarle il figlio che porta in grembo. Il direttore della SIGMA, Painter Crowe, intuisce che il rapimento è stato organizzato dalla Gilda, l'organizzazione che da quasi un millennio intreccia le sue criminali azioni all'ascesa della famiglia Gant di cui il Presidente USA, James, è brillante esponente e sua figlia Amanda ultima discendente. Grayson (Gray) Pierce e l'assistente Kowalski vengono inviati a Zanzibar per rintracciare il ranger Tucker Wayne ed il suo formidabile cane Kane, specializzati in operazioni di salvataggio.
Intanto a Dubai sono in corso segreti esperimenti scientifici sull'immortalità che finora hanno creato orrori e morte.

## Edizioni
- James Rollins, L'eredità di Dio, Nord, 2012,  p. 473, ISBN 9788842920793.